# Carles Díaz Codina
Carles Díaz Codina (28 de octubre de 1978) es un deportista español que compitió en ciclismo en la modalidad de trials, ganador de dos medallas de plata en el Campeonato Mundial de Ciclismo de Montaña, en los años 2006 y 2007.

## Palmarés internacional
| Campeonato Mundial | Campeonato Mundial          | Campeonato Mundial | Campeonato Mundial |
| Año                | Lugar                       | Medalla            | Competición        |
| ------------------ | --------------------------- | ------------------ | ------------------ |
| 2006               | Rotorua ( Nueva Zelanda)    | Medalla de plata   | Trials 20″         |
| 2007               | Fort William ( Reino Unido) | Medalla de plata   | Trials 20″         |